# جاردین سایکل اند کریج
جاردین سایکل اند کریج (به انگلیسی: Jardine Cycle and Carriage) شرکت خوشه‌ای سنگاپوری است، که در زمینه توزیع و فروش خودروهای مرسدس بنز، کیا موتورز، میتسوبیشی موتورز و سیتروئن فعالیت می‌کند. 
ریشه‌های تأسیس این شرکت به سال ۱۸۹۹ و تشکیل شرکت سایکل اند کریج بازمی‌گردد. این شرکت در سال ۲۰۰۴ توسط جاردین ماتسون خریداری شد، سپس نام آن به جاردین سایکل اند کریج تغییر یافت. 
دفتر مرکزی این شرکت در شهر سنگاپور قرار دارد و بخشی از سهام آن در بازار بورس سنگاپور معامله می‌شود. جاردین سایکل اند کریج هم‌اکنون ۱۳ درصد از سهم فروش خودروهای سنگاپور را به خود اختصاص داده است.